# Regla latina
La Regla latina fue un documento en latín con 71 cláusulas atribuidas a Bernardo de Claraval y Hugo de Payns redactada en 1128 y añadida al acta del Concilio de Troyes en 1129. Se le conoce también como el Comportamiento específico para la orden templaria. Describe el comportamiento ideal de un caballero. La regla original se modificó con el paso del tiempo, y alcanzó, hasta la supresión de la orden, en 1312, un total de 686 artículos.
Este documento posee elementos de la regla de Agustín de Hipona, pero se inspiró principalmente en la regla de Benito de Nursia, lo que llamó la atención de diversos círculos monásticos, especialmente entre los Cistercienses y Victorinos. Sin embargo, se adaptó para uso de caballeros activos, principalmente militares, en lugar de monjes enclaustrados. Por ejemplo, los ayunos fueron menos severos, para que no interfirieran con el combate.

## Contexto histórico
Después de la fundación de la Orden del Temple en 1119 y de ejercer su función como protectores de los peregrinos en Jerusalén, si bien se instauraron y tomaron el templo de Salomón como cuartel, aún no se les concedía el título de orden oficialmente por la Iglesia lo cual preocupó profundamente a Balduino II de Jerusalén. Ante esta situación en 1126 comisionó a Bernardo de Claraval para que entregara una carta para pedir aprobación papal. El contenido de la carta dice lo siguiente:

Los hermanos del Temple desean obtener la confirmación apostólica y poseer cierta regla para vivir

Dos años después, en 1129 se celebró en la ciudad de Troyes un concilio convocado por Honorio II, y este último fue representado por el cardenal Mateo de Albano y contando con la participación de seis miembros de la orden, entre ellos Hugo de Payns, donde se les concedería finalmente un estatus y se realizaría la redacción de las reglas oficiales. Según el historiador Guillermo de Tiro, los miembros de la orden vivían como canónigos regulares, donde profesaban votos de castidad, pobreza y obediencia e instauraron una serie de reglas "primitivas" que fueron las bases de las primeras reglas.

## Contenido
Nuestras palabras van dirigidas ante todo a aquellos quienes rechazan la opción de seguir sus propios deseos y están dispuestos a luchar con pureza de mente por el más alto y verdadero rey para que opten por tomar la armadura de la obediencia y la vida noble cumpliendo el voto con la máxima devoción y perseverancia. Entonces los exhorto a ustedes que hasta ahora han abrazado el título de caballero secular a favor de las personas solamente, y en el que Cristo no era la causa, que se apresuren a asociarse a perpetuidad con la orden  de aquellos quien Dios ha elegido de la muchedumbre de condenados y se ha reunido para la defensa de la Santa Iglesia.
Fragmento del prólogo de la Regla Latina

Desde la creación de la Regla Latina, esta ha pasado por diversos cambios para la adición de nuevos puntos. La primera edición se constituyó de 71 reglas, donde se establecían sus principales deberes de su vida conventual, militar y religiosa, el traje y equipamiento, los derechos y prerrogativas hasta las comidas y el cuidado de los enfermos. Con el paso del tiempo, se hizo evidente la inefectividad en materia militar de la Regla latina, por lo que en 1165 se tradujo al francés, lo que dio origen a la Regla Francesa, y se añadieron estatutos de índole militar donde se pautaba el actuar de los miembros de forma jerarquizada. Estos nuevos puntos fueron conocidos como los estatutos jerárquicos y estaban divididos como sigue:
- Cómo deben acampar los hermanos.
- Cómo forman los hermanos la línea de marcha.
- Cómo deben ir los hermanos en escuadrón.
- Cuándo Tom el mariscal toma la bandera de carga.

En 1187, se añadieron nuevos estatutos de índole religioso donde se expandían las reglas referentes a su vida conventual. Entre 1257 y 1267, la Regla Francesa tuvo una adición donde se describen las causales por las cuales un miembro de la Orden puede ser expulsado.